# شريفية (ألبرز)
شريفية هي مدينة في مقاطعة ألبرز، إيران. عدد سكان هذه المدينة هو 16,551 في سنة 2006.